# 리사 소올 케이힐
리사 소울 케이힐(Lisa Sowle Cahill)은 미국의 윤리학자이자 보스턴 칼리지의 J. 도널드 모난 교수이다. 1980년대에 젠더 및 성 윤리에 관한 연구로 처음 알려졌지만, 현재는 사회 및 글로벌 윤리로 연구를 확장하고 있다. 리사 소울 케이힐의 연구는 교회와 사회 사이의 신학적 의견 불일치에 대한 긴장을 낮추면서 도덕적 문제의 복잡성을 논의하려는 시도에 초점을 맞추고 있다. 

## 교육
1970년 케이힐은 산타 클라라 대학교에서 신학 학사 학위를 받았다. 그 후 그녀는 시카고 대학교 신학부에서 석사와 박사 학위를 받았다. 그녀는 1976년 제임스 구스타프슨의 지도 아래 논문을 완성했다. 제임스 구스타프슨은 그녀에게 리처드 맥코믹 SJ와 찰스 커란 신부를 소개해 주었는데, 이 두 사람은 그녀의 도덕 신학 경력에 큰 영향을 주었다. 1976년부터 보스턴 칼리지에서 가르쳤으며, 조지타운 대학교 케네디 윤리 연구소의 방문 학자 및 예일 대학교 가톨릭 신학 객원 교수로 재직하고 있다. 안명준 교수에 따르면 Westminster Dictionary of Chriatian Ethics에서 기고한 성윤리(Sexual Ethics)는 그녀의 해박한 성경적, 역사적, 신학적 관점을 세밀하게 기술하고 있다고 한다.

## 참고문헌
- Westminster Dictionary of Chriatian Ethics